# La Fièvre d'Urbicande
La Fièvre d'Urbicande est le second album de la série Les Cités obscures.

## Personnages
- Eugen Robick
- Thomas Broch
- Sophie

## Synopsis
On apporte à l'« urbatecte » Eugen Robick un cube vide uniquement dessiné par ses arêtes, découvert sur un chantier à la périphérie de Von Hardenberg. Thomas Broch, son meilleur ami, après l'avoir soulevé pour le manipuler, le repose de guingois sur le bureau d'Eugen. Peu après, le cube se met à croître, ignorant la matière environnante, traversant les murs, tout en se démultipliant. Sa structure en expansion devient un véritable réseau cubique, dont la maison d'Eugen est le centre. Il en résulte un choc visuel et esthétique pour les habitants de cette ville où règnent la symétrie, la régularité et l'ordre, maintenus par les Brigades Urbatecturales, mises en place par Eugen Robick lui-même. Peu à peu, la structure pénètre et enveloppe toute la ville. Ses montants horizontaux et verticaux sont si denses et si solides que même des canons de grande taille ne peuvent les ébranler (les vibrations provoquant tout au plus l'effondrement des bâtiments investis par les montants du réseau). Dans le même temps, Eugen tombe amoureux d'une dénommée Sophie, sa voisine.
Thomas Broch s'insurge contre ce qu'on appelle désormais le « réseau Robick », qui est pour lui un véritable poison, une menace pour Urbicande.
Le réseau cesse temporairement de grandir, ce qui provoque des transformations sociales, en faisant communiquer la rive Nord de la ville, qui n'a pas été rénovée et où règne une pénombre perpétuelle, et la rive Sud, rénovée et baignée de lumière. Eugen cartographie avec précision le Réseau.
Un an plus tard à peu près, le Réseau se remet à grandir, ce qui détruit toutes les structures et infrastructures bâties dessus (ascenseurs, métros, surfaces de cultures agricoles, etc.) et cause la panique à Urbicande. Avec la disparition du Réseau aux quatre coins de la ville, c'est une période qui semble se terminer, mais la population refuse de faire sans, et Thomas Broch change de position et propose à Eugen Robick de collaborer avec lui pour édifier un Réseau artificiel. Eugen refuse car, à ses yeux, le seul Réseau, c'est celui qui « jette des ponts entre les mondes ». Cela dit, il donnera les plans du premier Réseau. En effet, le Réseau s'est manifesté ponctuellement à plusieurs reprises dans tout le Continent Obscur (au Lac Vert notamment), et sur Terre aussi. Dans toutes les Cités, on connaît l'histoire de ce Réseau, et, dès l'école, les enfants apprennent par cœur les formules de croissance du Réseau. Certains savants se sont essayés à prévoir le retour du Réseau, par des calculs très complexes.

## Éditions
- Prépublication dans (À SUIVRE), du n° 68 au n° 73.
- Janvier 1985 : Le Mystère d'Urbicande, tiré à 1900 exemplaires, épuisé, jamais réédité totalement. Certaines illustrations ont été reprises dans la réédition de la fièvre d'urbicande de 1992.
- 1985 : Ajout de la préface Lettre à la commission des hautes instances.
- 1990 : Avec jaquette + postface.
- 2008 : Édition revue et augmentée de trois pages inédites, montrant Eugen Robick à Brasilia.
- 2020 : Édition mise en couleur par Jack Durieux, chez Casterman. Postfaces de Benoît Peeters et de Jack Durieux.

### Documentation
- Paul Gravett (dir.), « De 1970 à 1989 : La Fièvre d'Urbicande », dans Les 1001 BD qu'il faut avoir lues dans sa vie, Flammarion, 2012 (ISBN 2081277735), p. 458.